# タンジェリン・レコード
タンジェリン・レコード (Tangerine Records)は、1962年にレイ・チャールズが設立したレコード・レーベル。チャールズ自身も1966年に同レーベルに移籍している。タンジェリンの配給はABCパラマウント・レコードが行っていた。初期のシングル盤のラベルはオレンジ色で、のちに黒、赤、白の色合いに変更となった。レーベル後期のレコーディングの多くはノーザン・ソウル・シーンで珍重されている。チャールズが1973年にABCを離れた際、彼はタンジェリンを終了し、クロスオーヴァー・レコードを立ち上げた。同レーベルのカタログの権利はレイ・チャールズ・エンタープライゼズが所有している。
レーベル終了後、一部音源はライノ・レコードなどから再発されているものの、2022年現在レイ・チャールズのアルバムを含め、その多くは入手困難となっている。
2021年9月、レイ・チャールズの90回目の誕生日（2021年9月23日）に合わせる形で、未発表トラックを含む、チャールズのCD6枚組のボックス・セット『True Genius The Ultimate Ray Charles Collection』がリリースとなった。これはタンジェリン・レコードからのリリースという形となっている。

## 主なリリース

### アルバム
- 1966年: Crying Time – レイ・チャールズ
- 1967年: Ray's Moods – レイ・チャールズ
- 1967年: Ray Charles Invites You to Listen – レイ・チャールズ
- 1968年: A Portrait of Ray – レイ・チャールズ
- 1969年: Vibrations - リタ・グレアム (当時のザ・レイレッツ・メンバー)
- 1970年: Souled Out – ザ・レイレッツ with アイク&ティナ・ターナー[11]
- 1971年: Volcanic Action of My Soul – レイ・チャールズ

### シングル
- 1963年: "River's Invitation" (ポップ99位 Pop / R&B 25位) – パーシー・メイフィールド
- 1966年: "I Don't Need No Doctor" (ポップ75位 Pop / R&B 45位) – レイ・チャールズ
- 1967年: "One Hurt Deserves Another" (ポップ76位 Pop / R&B 24位) – ザ・レイレッツ
- 1967年: "Here We Go Again"(ポップ15位 Pop / R&B 5位) – The Raelettes
- 1968年: "Eleanor Rigby" (ポップ35位 Pop / R&B 30位) – レイ・チャールズ
- 1968年: "I'm Gett'n Long Alright" (R&B 23位) – ザ・レイレッツ
- 1968年: "I Want To Thank You" (R&B 47位) – ザ・レイレッツ
- 1970年: "I Want To (Do Everything for You)" (ポップ96位 Pop / R&B 39位) – ザ・レイレッツ
- 1970年: "Bad Water" (ポップ58位 Pop / R&B 40位) – ザ・レイレッツ
- 1971年: "Dust My Broom" (キャッシュボックスR&B 54位) – アイク&ティナ・ターナー
- 1971年: "Don't Change on Me" (ポップ36位 Pop / R&B 13位) – レイ・チャールズ
- 1972年: "Booty Butt" (ポップ31位 Pop / R&B 13位) – レイ・チャールズ

## 所属アーティスト
タンジェリン・レコードと契約していた主なアーティスト以下の通り。
- レイ・チャールズ
- ザ・レイレッツ
- アイク&ティナ・ターナー
- ジミー・スコット
- アル・グレイ
- パーシー・メイフィールド
- ルイ・ジョーダン
- オハイオ・プレイヤーズ
- ルーラ・リード[1]